# 25-manna
Die 25-manna ist ein Staffel-Orientierungslauf für Vereinsmannschaften, der seit 1974 jährlich im Herbst in Schweden ausgetragen wird. In einer Mannschaft starten 25 Läufer, wobei das Regelwerk Vorgaben über die Aufstellung der Mannschaften gibt. Dadurch entsteht der besondere Reiz des Rennens, da Amateure und Junioren zusammen mit Eliteläufern in einer Mannschaft laufen können.
Nachdem beim ersten Lauf 1974 23 Mannschaften an den Start gingen, stieg die Zahl stetig an. 1982 wurde erstmals die 100 überschritten, 1985 bereits die 200 und 1989 die 300. Seit den frühen 1990er Jahren liegt die Anzahl der Teams um die 350. Der Rekordwert mit 375 Mannschaften wurde 1995 aufgestellt (Stand 2011).

## Regeln
- in der Mannschaft müssen mindestens sieben Frauen vertreten sein
- mindestens ein Mitglied muss 16 Jahre alt oder jünger sein
- auf bestimmten Bahnen müssen die Läufer unter 14 oder über 45 Jahre alt sein

## Siegerliste
| Jahr | Austragungsort       | Mannschaft                     | Läufer |
| ---- | -------------------- | ------------------------------ | --- |
| 1974 | Ågesta               | Stockholms OK                  | |
| 1975 | Ekvallen             | OK Österåker                   | |
| 1976 | Runby                | Södertälje IF                  | |
| 1977 | Alby                 | Järfälla OK                    | |
| 1978 | Rudan                | Järfälla OK                    | |
| 1979 | Törnskogen           | Järfälla OK                    | |
| 1980 | Rönninge             | OK Ravinen                     | |
| 1981 | Lilljansskogen       | OK Ravinen                     | |
| 1982 | Visättra             | Väsby OK                       | |
| 1983 | Djurgården           | Stora Tuna IK                  | |
| 1984 | Kassmyra             | Järfälla OK                    | |
| 1985 | Kista                | Tullinge SK                    | |
| 1986 | Ekebyhov             | Järfälla OK                    | |
| 1987 | Jordbro              | Sundsvalls OK                  | |
| 1988 | Järvafältet          | IFK Södertälje                 | |
| 1989 | Grönsta              | Tullinge SK                    | |
| 1990 | Nackareservatet      | IFK Södertälje                 | |
| 1991 | Rönninge             | Stora Tuna IK                  | |
| 1992 | Visättra             | Tullinge SK                    | |
| 1993 | Kalvö                | IK Hakarpspojkarna             | |
| 1994 | Bruket               | IK Hakarpspojkarna             | |
| 1995 | Rinkebyskogen        | OK Pan Kristianstad            | |
| 1996 | Kungens Kurva        | Helsingin Suunnistajat         | |
| 1997 | Vårsta               | Rajamäen Rykmentti             | |
| 1998 | Tranybrygge          | Delta                          | |
| 1999 | Rudan                | IFK Lidingö                    | |
| 2000 | Skogsberga           | Turun Suunnistajat             | |
| 2001 | Hacksjön             | Leksands OK                    | |
| 2002 | Flottsbro            | Södertälje-Nykvarn Orientering | |
| 2003 | Hansta               | Södertälje-Nykvarn Orientering | |
| 2004 | Rudan                | Halden SK                      | |
| 2005 | Skavlöten            | Kalevan Rasti                  | |
| 2006 | Visättra             | Kalevan Rasti                  | Hannu Airila, Simo Martomaa, Anu Annus, Marika Piironen, Emma Lähdekorpi, Elina Raijas, Hennariikka Lonka, Anna-Kaisa Asikainen, Tuija Timonen, Galina Edschkowa, Jyri Mäkäläinen, Hannu-Pekka Pukema, Petri Vainio, Samuli Launiainen, Andrei Kulbachko, Jouni Nykänen, Jussi Silvennoinen, Heikki Peltola, Timo Mähönen, Olli-Jussi Korpinen, Antti-Ville Korhonen, Aaro Asikainen, Börje Vartiainen, Mari Väänänen, Antti Harju                                             |
| 2007 | Riksten              | Södertälje-Nykvarn Orientering | Jens Molin, Jo Stevenson, Jeanette Enckell, Marie Rönnerstrand, Åsa Franzen, Malin Pettersson, Frida Jönsson-Hellstadius, Ludvig Eriksson, Oskar Ek-Larsson, Björn Widan, Michal Horacek, Anders Skarholt, Isak Bergman, Urban Larsson, Lennart Borg, Michael Wehlin, Mats Hellstadius, Mats Heldt, Niklas Serrander, Klas Dahlberg, John Fredriksson, Jonas Borg, Pål Skogtjärn, Katarina Borg                                                                                |
| 2008 | Rösjön               | Halden SK                      | Lukas Bartak, Mattias Karlsson, Vendula Klechova, Kajsa Nilsson, Maria Hoffman, Ingunn Fristad, Ragnhild Bente Andersen, Hans Huseby, Gry Granstedt, Fredrikke Nohr Moth, Erik Axelsson, Sindre Saksæther, Øyvind Helgerud, Mats Nordbrøden, Kjetil Bjørlo, Helmer Westlund, Jan Granstedt, Arnt Edvin Andersen, Anders Nordberg, Bjørn Eriksen, Søren Bobach, Tore Sandvik, Morten Dalby, Anne Margrethe Hausken, Emil Wingstedt                                              |
| 2009 | Västerhaninge        | Halden SK                      | Kiril Nikolow, Emil Wingstedt, Ida Marie Næss Bjørgul, Celine Dodin, Lea Vercellotti, Iljana Schandurkowa, Ane Sofie Næss Bjørgul, Gina Granstedt, Anders Felde Olaussen, Gry Granstedt, Jon Pedersen, Magne Dæhli, Anders Nordberg, Morten Westergård, Kjetil Bjørlo, Helmer Westlund, Jan Granstedt, Morten Kildebo, Marius Bjugan, Søren Bobach, Erik Axelsson, Pekka Itävuo, Hans Huseby, Olav Lundanes, Anne Margrethe Hausken                                            |
| 2010 | Vallentuna           | Stora Tuna IK                  | Anton Sjökvist, Pelle Engstrand, Anna Mårsell, Lena Gillgren, Anastasija Danylowa, Martina Karlsson, Matilda Dammvik, Linnea Malmberg, Nils Alexandersson, Jonas Eriksson, Johan Hamelius, Matthias Marts, Joakim Svensk, Johan Israelsson, Tomas Löfgren, Niklas Löwegren, Johan Alfredsson, Nils Olsson, Emil Svensk, Erik Sundberg, Peter Löfås, Rikard Claesson, Ulf Eriksson, Emma Claesson, Pawlo Uschkwarok                                                             |
| 2011 | Almnäs, Södertälje   | Tampereen Pyrintö              | Hannu Saarijärvi, Florian Howald, Riina Kuuselo, Saila Kinni, Maria Laine, Venla Niemi, Eliisa Alatalo, Sanni Alatalo, Sari Saarijärvi, Emmi Mähönen, Janne Heikka, Severi Kymäläinen, Leo Laakkonen, Elias Kuukka, Jouni Mähönen, Janne Märkälä, Tuomo Haanpää, Aleksi Niemi, Jarkko Huovila, Jussi-Elmeri Halme, Elmeri Vähänen, Jarkko Laine, Mikko Heinämäki, Severin Howald, Anni-Maija Fincke                                                                            |
| 2012 |                      | Halden SK                      | Ida Marie Næss Bjørgul, Mattias Karlsson, Marit Kahrs, Vercelotti Léa, Jennie Andersson, Vendula Haldin, Gina Granstedt, Idun Kristine Felde Olaussen, Håkon Østraat Sævareid, Gry Granstedt, Vincent Coupat, Anders Felde Olaussen, Marcus Millegård, Erik Axelsson, Tore Sandvik, Kjetil Bjørlo, Øyvind Stokseth, Håkon Raadal Bjørlo, Fredrik Eliasson, Mats Haldin, Emil Wingstedt, Magne Dæhli, Anne M. Hausken Nordberg, Bodil Holmström, Olav Lundanes                  |
| 2013 | Brunna, Upplands-Bro | Halden SK                      | Jonas Nordström, Mari Fasting, Ida Marie Næss Bjørgul, Galina Winogradowa, Kine Hallan Steiwer, Hanna Haugen Nordbrøden, Idun Kristine Felde Olaussen, Runa Lien Backstrøm, Gina Granstedt, August Asheim Birkeland, Espen Fiskum, Emil Wingstedt, Erik Axelsson, Marcus Millegård, Tore Sandvik, Håkon Raadal Bjørlo, Kjetil Bjørlo, Øyvind Stokseth, Søren Bobach, Magne Dæhli, Bojan Blumenstein, Fredrik Eliasson, Eva Jurenikova, Olav Lundanes, Anne M. Hausken Nordberg |

## Erfolgreichste Vereine
| Verein                         | Siege |                              |
| ------------------------------ | ----- | ---------------------------- |
| Järfälla OK                    | 5     | 1977, 1978, 1979, 1984, 1986 |
| Halden SK                      | 5     | 2004, 2008, 2009, 2012, 2013 |
| Stora Tuna IK                  | 3     | 1983, 1991, 2010             |
| Tullinge SK                    | 3     | 1985, 1989, 1992             |
| Södertälje-Nykvarn Orientering | 3     | 2002, 2003, 2007             |
| OK Ravinen                     | 2     | 1980, 1981                   |
| IFK Södertälje                 | 2     | 1988, 1990                   |
| IK Hakarpspojkarna             | 2     | 1993, 1994                   |
| Kalevan Rasti                  | 2     | 2005, 2006                   |
| Stockholms OK                  | 1     | 1974                         |
| OK Österåker                   | 1     | 1975                         |
| Södertälje IF                  | 1     | 1976                         |
| Väsby OK                       | 1     | 1982                         |
| Sundsvalls OK                  | 1     | 1987                         |
| OK Pan Kristianstad            | 1     | 1995                         |
| Helsingin Suunnistajat         | 1     | 1996                         |
| Rajamäen Rykmentti             | 1     | 1997                         |
| Delta                          | 1     | 1998                         |
| IFK Lidingö                    | 1     | 1999                         |
| Turun Suunnistajat             | 1     | 2000                         |
| Leksands OK                    | 1     | 2001                         |
| Tampereen Pyrintö              | 1     | 2011                         |